# Samantha Win
Samantha Win (* 29. März 1991 in Barrie, Ontario; gebürtig Samantha Win Tjhia, auch bekannt als Samantha Jo) ist eine kanadische Kampfsportlerin, Stuntfrau und Schauspielerin.

## Leben und Karriere
Samantha Win stammt aus einer Familie chinesischer und indonesischer Herkunft. Bereits seit dem vierten Lebensjahr wurde sie von ihrer Mutter, einem Schwarzgurt, in Jiu Jitsu trainiert. Mit zwölf Jahren wendete sie sich anschließend dem Wushu zu. Zu dieser Zeit hatte Win auch erste Auftritte vor der Kamera und war in verschiedenen Werbespots für Spielzeughersteller zu sehen. Sie durchlief ihre weitere Ausbildung am Sunny Tang Martial Arts Center in Toronto und wurde später Mitglied des Canadian National Wushu Teams. Als Teil der Mannschaft trat sie für ihr Heimatland jeweils 2007 und 2008 bei den World Wushu Championships in Peking an. 2007 konnte sie im Bereich Nangun den dritten Platz und damit Bronze erzielen. Durch diese Erfolge im Sportbereich wurde die Filmbranche auf Win aufmerksam und engagierte sie aufgrund ihrer weitreichenden Erfahrungen im Kampfsport. Nach dem Umzug nach Los Angeles absolvierte die gebürtige Kanadierin weiterbildende Kurse im Schauspielbereich und war seit 2009 regelmäßig in verschiedenen Filmen und Fernsehserien als Stuntfrau und Darstellerin, zumeist in Kleinstrollen, zu sehen.

## Filme und Serien
- 2009: Aaron Stone (Fernsehserie, 2 Folgen)
- 2010: The King of Fighters
- 2010: Scott Pilgrim gegen den Rest der Welt
- 2011: Supah Ninjas (Fernsehserie, 1 Folge)
- 2011: In Time – Deine Zeit läuft ab
- 2011: Sucker Punch
- 2012: Safe – Todsicher
- 2012: Breaking Dawn – Biss zum Ende der Nacht, Teil 2
- 2013: Man of Steel
- 2013: Suburgatory (Fernsehserie, 1 Folge)
- 2014: Marvel’s Agents of S.H.I.E.L.D. (Fernsehserie, 1 Folge)
- 2014: 300: Rise of an Empire
- 2015: Agent X (Fernsehserie, 2 Folgen)
- 2015: Warrior (Fernsehfilm)
- 2017: Wonder Woman
- 2017: Snow Steam Iron
- 2017: Justice League
- 2018: Circle of Stone
- 2019: Lethal Weapon (Fernsehserie, 1 Folge)
- 2019: Arrow (Fernsehserie, 1 Folge)
- 2021: Zack Snyder’s Justice League
- 2021: Army of the Dead